# 興能信用金庫
興能信用金庫（こうのうしんようきんこ、英語：Kono Shinkin Bank）は、石川県鳳珠郡能登町に本店を置く信用金庫。営業地区は、石川県鳳珠郡、鹿島郡、羽咋郡、河北郡、輪島市、珠洲市、七尾市、羽咋市、かほく市、金沢市、野々市市、白山市（ただし、旧松任市、旧美川町、旧鶴来町の区域に限る）。

## 沿革[1][2][3]
- 1933年（昭和8年）11月3日 -  産業組合法に基づき、保証責任宇出津信用組合として鳳至郡宇出津町に設立。営業区域を宇出津町として営業開始。
- 1941年（昭和16年）9月26日 - 保証責任宇出津信用利用組合と改称。
- 1942年（昭和17年）9月28日 - 山分産業組合を合併し、保証責任宇出津信用販売購買利用組合と改称。
- 1944年（昭和19年）3月18日 - 戦時農業諸団体統合により、宇出津農業会に全資産負債を引き継いで発展的解散。
- 1948年（昭和23年）8月15日 - 宇出津農業会の資産を譲り受け、産業組合法に基づき、保証責任宇出津信用利用組合再設立。営業地区を宇出津町隣接5町村に拡大。
- 1950年（昭和25年）2月28日 - 中小企業等協同組合法に基づき、宇出津信用組合に改組。
  - 10月24日 - 興能信用組合に改称。営業地区を鳳至郡と珠洲郡の全域に拡大。
  - 10月30日 - 小木支店開設。
  - 11月6日 - 松波支店開設。
- 1951年（昭和26年）7月2日 - 穴水支店開設。
  - 10月20日 - 信用金庫に転換、興能信用金庫に改組。
  - 12月20日 - 正院支店開設。
- 1952年（昭和27年）5月12日 - 門前支店開設。
  - 6月16日 - 飯田支店（現・珠洲支店）開設。
- 1953年（昭和28年）5月12日 - 営業地区を鹿島郡、七尾市、羽咋郡に拡大。
  - 8月10日 - 輪島支店開設。
  - 12月21日 - 町野支店開設。
- 1954年（昭和29年）7月19日 - 鵜川支店開設。
- 1955年（昭和30年）8月8日 - 七尾支店開設。
- 1957年（昭和32年）5月20日 - 能登部支店（現・鹿西支店）開設。
- 1958年（昭和33年）12月1日 - 剱地出張所（のちの剱地支店）開設。
- 1961年（昭和36年）7月5日 - 羽咋支店開設。
- 1964年（昭和39年）5月25日 - 高松支店開設。
- 1966年（昭和41年）1月26日 - 金沢支店開設。
- 1970年（昭和45年）1月26日 - 西泉支店開設。
  - 7月15日 - 中島支店開設。
- 1972年（昭和47年）12月18日 - 畝田支店開設。
- 1973年（昭和48年）12月3日 - 内灘支店開設。
- 1975年（昭和50年）3月17日 - 柳橋支店開設。
- 1978年（昭和53年）8月3日 - 田鶴浜支店開設。
- 1979年（昭和54年）11月26日 - 金沢駅西支店開設。
- 1980年（昭和55年） - 全店オンラインシステムを開始。
- 1981年（昭和56年）1月26日 - 額支店開設。
  - 6月29日 - 鹿島支店開設
  - 7月2日 - 泉台支店開設。
- 1983年（昭和58年）11月24日 - 七尾南支店開設。
- 1984年（昭和59年）10月25日 - 新橋支店開設。
- 1985年（昭和60年）11月11日 - 保古支店開設。
  - 11月28日 - 柳田支店開設。
- 2004年（平成16年）2月16日 - 高浜信用組合と合併。高浜支店開設。
- 2016年（平成28年）2月8日 - 新橋支店廃止。
  - 11月14日 - 鹿島支店廃止。
- 2017年（平成29年）1月23日 - 剱地支店廃止。
  - 10月10日 - 金沢駅西支店廃止。
  - 11月20日 - 七尾南支店廃止。
- 2018年（平成30年）1月15日 - 鵜川支店廃止。
  - 3月5日 - 正院支店廃止。
- 2019年（令和1年）8月19日 - 保古支店廃止。
  - 9月19日 - 町野支店廃止。
  - 11月8日 - 田鶴浜支店廃止。
- 2020年（令和2年）1月6日 - 本店営業部能登町役場出張所開設。
- 2022年（令和4年）10月11日 - 泉台支店廃止。
  - 12月4日 - 高松支店を移転し、かほく支店に改称。
- 2024年（令和6年）4月1日 - 令和6年能登半島地震による震災の影響により、小木支店を本店営業部内に店舗内店舗として移転。

## ATMについて
ATMでは、北陸3県（石川県・富山県・福井県）内に本店を置く信用金庫（しんきん北陸トライアングルネットワークATMサービス）のカードに限ってATM利用時間内に関わらず入出金手数料が終日無料で利用できるほか、北陸3県以外の信用金庫（しんきんATMゼロネットサービス）のカードでも平日8時45分から18時までの入出金・土曜9時から14時までの出金に限り手数料が無料で利用できる。

## 店舗
戦後～1985年までは徐々に店舗数を拡大し、30店舗になったものの、2016年以降、店舗の廃止・統合により店舗数が縮小し、現在は、21店舗（本店営業部、19支店、1出張所）で営業している。
数字は店番。
- 本店ブロック
  - 001 本店営業部 - 鳳珠郡能登町字宇出津
    - 001-01 能登町役場出張所 - 鳳珠郡能登町字宇出津（能登町役場内）、2020年（令和2年）1月6日開設
    - 002 小木支店 - 鳳珠郡能登町字小木、2024年（令和6年）4月1日より窓口は本店営業部内に統合
    - 030 柳田支店 - 鳳珠郡能登町字柳田（能登町柳田総合支所内）

  - 004 穴水支店 - 鳳珠郡穴水町字大町（現在は、震災のため興能ふれ愛館駐車場の仮店舗で営業中）
  - 007 珠洲支店 - 珠洲市飯田町
    - 003 松波支店 - 鳳珠郡能登町字松波（能登町内浦総合支所内）

  - 008 輪島支店 - 輪島市河井町
    - 006 門前支店 - 輪島市門前町走出（輪島市門前総合支所内）
- 七尾ブロック
  - 011 七尾支店 - 七尾市大手町
    - 018 中島支店 - 七尾市中島町中島（七尾市中島地区コミュニティセンター内）

  - 012 鹿西支店 - 鹿島郡中能登町徳丸
  - 014 羽咋支店 - 羽咋市旭町
  - 031 高浜支店 - 羽咋郡志賀町高浜町（旧高浜信用組合本店）
- 金沢ブロック
  - 015 かほく支店 - かほく市高松
  - 016 金沢支店  - 金沢市西念
  - 017 西泉支店 - 金沢市西泉
  - 019 畝田支店 - 金沢市畝田西
  - 020 内灘支店 - 河北郡内灘町字鶴ヶ丘
  - 021 柳橋支店 - 金沢市柳橋町
  - 024 額支店 - 金沢市額乙丸町

### 近年廃止された店舗
- 2016年（平成28年） - 028 新橋支店（→輪島支店へ統合）、025 鹿島支店（→鹿西支店へ統合）
- 2017年（平成29年） - 013 剱地支店（→門前支店へ統合）、023 金沢駅西支店（→金沢支店へ統合）、027 七尾南支店（→七尾支店へ統合）
- 2018年（平成30年） - 010 鵜川支店（→本店営業部へ統合）、005 正院支店（→珠洲支店へ統合）
- 2019年（令和1年） - 029 保古支店（→西泉支店へ統合）、009 町野支店（→輪島支店へ統合）、022 田鶴浜支店（→七尾支店へ統合）
- 2022年（令和4年）- 026 泉台支店（→西泉支店へ統合）